# Płaskowyż Anadyrski

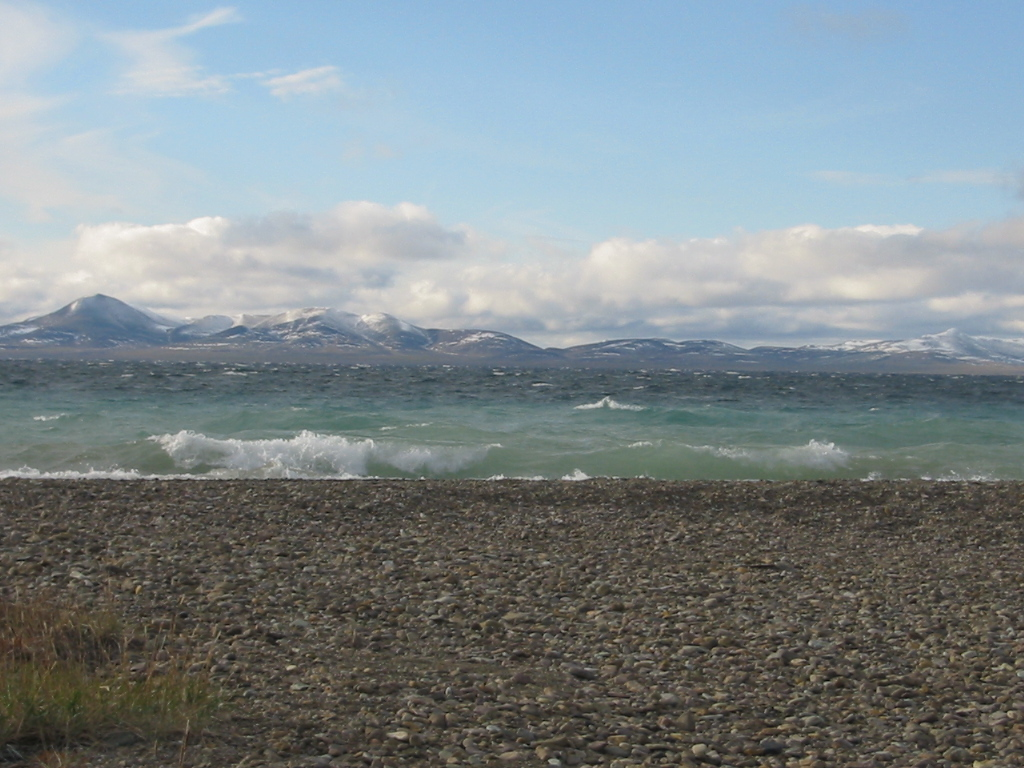
Sztorm nad jeziorem Elgygytgyn w Płaskowyżu Anadyrskim.

Płaskowyż Anadyrski (ros. Анадырское плоскогорье) – płaskowyż w azjatyckiej części Rosji, w Czukockim Okręgu Autonomicznym.
Leży w dorzeczu górnego Anadyru pomiędzy górami Czukockimi i Aniujskimi. Średnia wysokość 800–1100 m n.p.m.; maksymalna 1221 m n.p.m. Zbudowany z w dużej mierze z bazaltów, andezytów, dacytów. Roślinność przeważnie krzewiasta lub tundrowa (sosny syberyjskie, sosna karłowa, modrzew). Występują bagna. 